# Salima (Liban)
Pour l’article homonyme, voir Salima.
Salima (arabe : صَلِيمَا ; également orthographiée Salimeh) est une municipalité du district de Baabda dans le gouvernorat du Mont-Liban, au Liban.
Elle dispose d'une école publique formant 130 élèves en 2006.